# The World's Strongest Man
 (octobre 2023).
Si vous disposez d'ouvrages ou d'articles de référence ou si vous connaissez des sites web de qualité traitant du thème abordé ici, merci de compléter l'article en donnant les références utiles à sa vérifiabilité et en les liant à la section « Notes et références ».
The World's Strongest Man, en français L'Homme le plus fort au monde, est une compétition dans laquelle plusieurs athlètes s'affrontent dans des épreuves de force.

Organisée par TWI, une société de médias, elle est organisée autour de fin décembre chaque année.

## Podiums officiels
| Année | Champion                | 2e place                | 3e place                | Lieu                             |
| ----- | ----------------------- | ----------------------- | ----------------------- | -------------------------------- |
| 2025  | Rayno Nel               | Tom Stoltman (en)       | Mitchell Hooper (en)    | Sacramento, Californie           |
| 2024  | Tom Stoltman (en)       | Mitchell Hooper (en)    | Evan Singleton (en)     | Myrtle Beach, South Carolina     |
| 2023  | Mitchell Hooper (en)    | Tom Stoltman (en)       | Oleksii Novikov         | Myrtle Beach, Californie         |
| 2022  | Tom Stoltman (en)       | Martins Licis           | Oleksii Novikov         | Sacramento, Californie           |
| 2021  | Tom Stoltman (en)       | Brian Shaw              | Maxime Boudreault       | Sacramento, Californie           |
| 2020  | Oleksii Novikov         | Tom Stoltman            | Jean-François Caron     | Bradenton, Floride               |
| 2019  | Martins Licis           | Mateusz Kieliszkowski   | Hafþór Júlíus Björnsson | Bradenton, Floride               |
| 2018  | Hafþór Júlíus Björnsson | Mateusz Kieliszkowski   | Brian Shaw              | Manille, Philippines             |
| 2017  | Eddie Hall (en)         | Hafþór Júlíus Björnsson | Brian Shaw              | Gaborone, Botswana               |
| 2016  | Brian Shaw              | Hafþór Júlíus Björnsson | Eddie Hall (en)         | Kasane, Botswana                 |
| 2015  | Brian Shaw              | Žydrūnas Savickas       | Hafþór Júlíus Björnsson | Kuala Lumpur, Malaisie           |
| 2014  | Žydrūnas Savickas       | Hafþór Júlíus Björnsson | Brian Shaw              | Los Angeles, Californie          |
| 2013  | Brian Shaw              | Žydrūnas Savickas       | Hafþór Júlíus Björnsson | Sanya, Chine                     |
| 2012  | Žydrūnas Savickas       | Vytautas Lalas          | Hafþór Júlíus Björnsson | Los Angeles, Californie          |
| 2011  | Brian Shaw              | Žydrūnas Savickas       | Terry Hollands          | Wingate, Caroline du Nord        |
| 2010  | Žydrūnas Savickas       | Brian Shaw              | Mikhail Koklyaev        | Sun City, Afrique du Sud         |
| 2009  | Žydrūnas Savickas       | Mariusz Pudzianowski    | Brian Shaw              | La Valette, Malte                |
| 2008  | Mariusz Pudzianowski    | Derek Poundstone        | Dave Ostlund            | Charleston, Virginie-Occidentale |
| 2007  | Mariusz Pudzianowski    | Sebastian Wenta         | Terry Hollands          | Anaheim, Californie              |
| 2006  | Phil Pfister            | Mariusz Pudzianowski    | Don Pope                | Sanya, Chine                     |
| 2005  | Mariusz Pudzianowski    | Jesse Marunde           | Dominic Filiou          | Chengdu, Chine                   |
| 2004  | Vasyl Virastyuk         | Žydrūnas Savickas       | Magnus Samuelsson       | Nassau, Bahamas                  |
| 2003  | Mariusz Pudzianowski    | Žydrūnas Savickas       | Vasyl Virastyuk         | Victoria Falls, Zambie           |
| 2002  | Mariusz Pudzianowski    | Žydrūnas Savickas       | Raimonds Bergmanis      | Kuala Lumpur, Malaisie           |
| 2001  | Svend Karlsen           | Magnus Samuelsson       | Janne Virtanen          | Victoria Falls, Zambie           |
| 2000  | Janne Virtanen          | Svend Karlsen           | Magnus Samuelsson       | Sun City, Afrique du Sud         |
| 1999  | Jouko Ahola             | Janne Virtanen          | Svend Karlsen           | La Valette, Malte                |
| 1998  | Magnus Samuelsson       | Jouko Ahola             | Wout Zijlstra           | Tanger, Maroc                    |
| 1997  | Jouko Ahola             | Flemming Rasmussen      | Magnus Samuelsson       | Primm, Nevada                    |
| 1996  | Magnús Ver Magnússon    | Riku Kiri               | Gerrit Badenhorst       | Port-Louis, Maurice              |
| 1995  | Magnús Ver Magnússon    | Gerrit Badenhorst       | Marko Varalahti         | Nassau, Bahamas                  |
| 1994  | Magnús Ver Magnússon    | Manfred Hoeberl         | Riku Kiri               | Sun City, Afrique du Sud         |
| 1993  | Gary Taylor             | Magnús Ver Magnússon    | Riku Kiri               | Orange, France                   |
| 1992  | Ted van der Parre       | Magnús Ver Magnússon    | Jamie Reeves            | Reykjavik, Islande               |
| 1991  | Magnús Ver Magnússon    | Henning Thorsen         | Gary Taylor             | Tenerife, Espagne                |
| 1990  | Jón Páll Sigmarsson     | O.D. Wilson             | Ilkka Nummisto          | Joensuu, Finlande                |
| 1989  | Jamie Reeves            | Ab Wolders              | Jón Páll Sigmarsson     | Saint-Sébastien, Espagne         |
| 1988  | Jón Páll Sigmarsson     | Bill Kazmaier           | Jamie Reeves            | Budapest, Hongrie                |
| 1986  | Jón Páll Sigmarsson     | Geoff Capes             | Ab Wolders              | Nice, France                     |
| 1985  | Geoff Capes             | Jón Páll Sigmarsson     | Cees de Vreugd          | Cascais, Portugal                |
| 1984  | Jón Páll Sigmarsson     | Ab Wolders              | Geoff Capes             | Mora, Suède                      |
| 1983  | Geoff Capes             | Jón Páll Sigmarsson     | Simon Wulfse            | Christchurch, Nouvelle-Zélande   |
| 1982  | Bill Kazmaier           | Tom Magee               | John Gamble             | Magic Mountain, Californie       |
| 1981  | Bill Kazmaier           | Geoff Capes             | Dave Waddington         | Magic Mountain, Californie       |
| 1980  | Bill Kazmaier           | Lars Hedlund            | Geoff Capes             | Vernon, New Jersey               |
| 1979  | Don Reinhoudt           | Lars Hedlund            | Bill Kazmaier           | Universal Studios, Californie    |
| 1978  | Bruce Wilhelm           | Don Reinhoudt           | Lars Hedlund            | Universal Studios, Californie    |
| 1977  | Bruce Wilhelm           | Bob Young               | Ken Patera              | Universal Studios, Californie    |

## Record du nombre de podiums
| Nombre de fois |                                                    |
| 10             | Žydrūnas Savickas                                  |
| 9              | Brian Shaw                                         |
| 8              | Hafþór Júlíus Björnsson                            |
| 7              | Jón Páll Sigmarsson Mariusz Pudzianowski           |
| 6              | Geoff Capes Magnús Ver Magnússon Tom Stoltman (en) |
| 5              | Bill Kazmaier Magnus Samuelsson                    |

Plus grand nombre de qualifications :  Magnus Samuelsson - 13 fois
Le plus grand nombre de finales :  Magnus Samuelsson -  Žydrūnas Savickas,   - 10 fois
Le plus de finales consécutives :  Terry Hollands - 9 fois (2006-2014)
Le plus de qualifications en 5e place :,  Žydrūnas Savickas,   - 10 fois
Le plus de championnats
| Champion             | Pays        | Fréquence | Années                       |
| -------------------- | ----------- | --------- | ---------------------------- |
| Mariusz Pudzianowski | Pologne     | 5         | 2002, 2003, 2005, 2007, 2008 |
| Brian Shaw           | États-Unis  | 4         | 2011, 2013, 2015, 2016       |
| Žydrūnas Savickas    | Lituanie    | 4         | 2009, 2010, 2012, 2014       |
| Magnús Ver Magnússon | Islande     | 4         | 1991, 1994, 1995, 1996       |
| Jón Páll Sigmarsson  | Islande     | 4         | 1984, 1986, 1988, 1990       |
| Bill Kazmaier        | États-Unis  | 3         | 1980, 1981, 1982             |
| Tom Stoltman (en)    | Royaume-Uni | 3         | 2021, 2022, 2024             |
| Jouko Ahola          | Finlande    | 2         | 1997, 1999                   |
| Geoff Capes          | Royaume-Uni | 2         | 1983, 1985                   |
| Bruce Wilhelm        | États-Unis  | 2         | 1977, 1978                   |

## Championnat par pays
| Pays           | Or | Argent | Bronze | Total |
| États-Unis     | 12 | 9      | 11     | 32    |
| Royaume-Uni    | 9  | 5      | 8      | 22    |
| Islande        | 9  | 7      | 5      | 21    |
| Pologne        | 5  | 5      | 0      | 10    |
| Lituanie       | 4  | 7      | 0      | 11    |
| Finlande       | 3  | 3      | 5      | 11    |
| Ukraine        | 2  | 0      | 3      | 5     |
| Suède          | 1  | 3      | 4      | 8     |
| Canada         | 1  | 2      | 4      | 7     |
| Pays-Bas       | 1  | 2      | 4      | 7     |
| Norvège        | 1  | 1      | 1      | 3     |
| Afrique du Sud | 1  | 1      | 1      | 3     |
| Danemark       | 0  | 2      | 0      | 2     |
| Autriche       | 0  | 1      | 0      | 1     |
| Lettonie       | 0  | 0      | 1      | 1     |
| Russie         | 0  | 0      | 1      | 1     |

Australie, Estonie, Îles Féroé, Fidji, France, Allemagne, Grenade, Hongrie, Israël, Italie, Kenya, Namibie, Nigeria, Serbie et Samoa se sont tous qualifiés pour les meilleurs dix performants, mais n'ont jamais gagné de médailles.

## Temple de la renommée
- Mariusz Pudzianowski
- Svend Karlsen
- Jón Páll Sigmarsson
- Bill Kazmaier
- Jón Krey